# LuxCoreRender
LuxCoreRender (anteriormente LuxRender) é um renderizador 3D livre, para síntese de imagem fisicamente correta. O programa roda em Microsoft Windows, Mac OS X e Linux e, há exportadores disponíveis para Blender, Cinema 4D, Autodesk Softimage e Maya.

## História
LuxRender é baseado no PBRT, um renderizador fisicamente baseado, ou seja, baseado em comprimento de onda, e não somente nas três cores primárias (vermelho, verde, azul). Apesar de capaz e bem estruturado, PBRT foca no uso acadêmico e não é facilmente usável por artistas digitais. Como PBRT é licenciado sob a GNU GPL, foi possível iniciar um novo programa baseado no código fonte do PBRT. Um pequeno grupo de programadores deu os primeiros passos em setembro de 2007, dando o nome LuxRender para o programa. Em 24 de junho de 2008, a primeira versão oficial foi lançada. O programa recebeu mais atenção pela comunidade de usuários do Blender, após ter sido anunciado que dois renderizadores, Indigo e Kerkythea, passariam a ser comerciais.